# Raido Rüütel
Raido Rüütel (ur. 19 września 1951 w Tallinnie) – radziecki, następnie estoński kierowca wyścigowy i rajdowy.

## Biografia
Jest synem Hansa, kierowcy rajdowego. Starty w sportach motorowych rozpoczął w 1970 roku pod kierunkiem Enna Griffela i Richarda Laura. W 1972 roku zadebiutował w Sowieckiej Formule 1, zajmując siódme miejsce w klasyfikacji końcowej. W tym samym roku został mistrzem Estońskiej Formuły 2. W sezonie 1973 zajął w mistrzostwach Estonii trzecie miejsce. W 1977 roku rozpoczął starty w Estońskiej Formule Easter i został wówczas wicemistrzem serii.
Po 1979 roku zrezygnował ze startów w wyścigach, koncentrując się na rajdach. W 1981 roku został wicemistrzem ZSRR w klasie 8. W 1986 roku został wicemistrzem Estonii, był również regularnym uczestnikiem Pucharu Pokoju i Przyjaźni. Do momentu rozpadu ZSRR rywalizował Ładą, przeważnie modelami VFTS i Samara. Następnie do 1996 roku rywalizował Toyotą Celiką Turbo 4WD. W 1995 roku został mistrzostwo Estonii w klasie A 2000, a rok później w klasie A,E 2000+.
Startował również w rallycrossie oraz w wyścigach na lodzie i śniegu. Ogółem w różnych dyscyplinach trzynaście razy został mistrzem Estonii.

## Wyniki
| Legenda oznaczeń w tabelach wyników Wyświetl szablon na nowej stronie | Legenda oznaczeń w tabelach wyników Wyświetl szablon na nowej stronie                                                                     |
| Oznaczenie                                                            | Wyjaśnienie |
| --------------------------------------------------------------------- | --- |
| Złoty                                                                 | Zwycięzca lub mistrzostwo |
| Srebrny                                                               | 2. miejsce lub wicemistrzostwo |
| Brązowy                                                               | 3. miejsce lub II wicemistrzostwo |
| Zielony                                                               | Ukończył, punktował (w klasyfikacji generalnej, gdy zdobył co najmniej jeden punkt na przestrzeni sezonu, poza trzema powyższymi opcjami) |
| Niebieski                                                             | Ukończył, nie punktował (w klasyfikacji generalnej, gdy nie zdobył co najmniej jednego punktu na przestrzeni sezonu)                      |
| Czerwony                                                              | Nie zakwalifikował się (NZ) |
| Czerwony                                                              | Nie prekwalifikował się (NPK) |
| Różowy                                                                | Nie ukończył (NU) |
| Różowy                                                                | Niesklasyfikowany (NS) (w klasyfikacji generalnej, gdy nie został sklasyfikowany w żadnym wyścigu sezonu)                                 |
| Czarny                                                                | Zdyskwalifikowany (DK) |
| Czarny                                                                | Wykluczony (WYK/EX) |
| Biały                                                                 | Nie wystartował (NW) |
| Biały                                                                 | Kontuzjowany (K/INJ) |
| Biały                                                                 | Wyścig odwołany (OD/C) |
| Bez koloru                                                            | Został wycofany (WYC/WD) |
| Bez koloru                                                            | Nie przybył (NP/DNA) |
| Bez koloru                                                            | Nie brał udziału w treningach (NT/DNP) |
| Bez koloru                                                            | Nie został zgłoszony (–) |
| Pogrubienie                                                           | Start z pole position |
| Kursywa                                                               | Najszybsze okrążenie wyścigu |
| †                                                                     | Nie ukończył, ale jego rezultat został zaliczony ze względu na przejechanie więcej niż 90% dystansu wyścigu.                              |
| *                                                                     | Sezon w trakcie |
| 1/2/3                                                                 | Punktowana pozycja w sprincie kwalifikacyjnym                                                                                             |
| Lista systemów punktacji Formuły 1                                    | |

### Sowiecka Formuła 1
| Rok  | Zespół        | Samochód    | Silnik   | Wyniki w poszczególnych eliminacjach | Wyniki w poszczególnych eliminacjach | Wyniki w poszczególnych eliminacjach | Pkt. | Msc. |
| ---- | ------------- | ----------- | -------- | ------------------------------------ | ------------------------------------ | ------------------------------------ | ---- | ---- |
| 1972 |               |             |          |                                      |                                      |                                      | 117  | 7    |
| 1972 | Kalev Tallinn | Estonia 16M | Moskwicz | 4                                    | 4                                    | NU                                   | 117  | 7    |
| 1972 |               |             |          |                                      |                                      |                                      | 0    | NS   |
| 1972 | Kalev Tallinn | Estonia 18  | Łada     | NU                                   | NZ                                   | NU                                   | 0    | NS   |

### Rajdowe Mistrzostwa Świata
| Sezon | Zespół     | Samochód                | 1     | 2     | 3     | 4     | 5     | 6     | 7     | 8     | 9     | 10     | 11    | 12    | 13     | 14 | 15 | 16 | Punkty | Miejsce |
| ----- | ---------- | ----------------------- | ----- | ----- | ----- | ----- | ----- | ----- | ----- | ----- | ----- | ------ | ----- | ----- | ------ | -- | -- | -- | ------ | ------- |
| 1988  | Karksi TSK | Łada Samara             | MCO - | SWE - | POR - | KEN - | FRA - | GRE - | USA - | NZL - | ARG - | FIN NU | CIV - | ITA - | GBR 57 |    |    |    | 0      | -       |
| 1996  | EMEX       | Toyota Celica Turbo 4WD | 34    | -     | -     | -     | -     | -     | -     | -     | -     |        |       |       |        |    |    |    | 0      | -       |